# Ullerslev Kommune
Ullerslev Kommune i Fyns Amt blev dannet ved kommunalreformen i 1970. Ved strukturreformen i 2007 blev den indlemmet i Nyborg Kommune sammen med Ørbæk Kommune.

## Tidligere kommuner
Ullerslev Kommune startede midt i 1960'erne med frivillig sammenlægning af 2 sognekommuner:
| Kommune           | Folketal 1. januar 1964 | Byer                 |
| ----------------- | ----------------------- | -------------------- |
| Skellerup-Ellinge | 1.054                   | Skellerup og Ellinge |
| Ullerslev         | 1.668                   | Ullerslev            |
| I alt             | 2.722                   |                      |

Ved selve kommunalreformen blev endnu en sognekommune føjet til Ullerslev Kommune: 
| Kommune   | Folketal 1. januar 1970 | Byer |
| --------- | ----------------------- | ---- |
| Ullerslev | 3.323                   |      |
| Flødstrup | 1.008                   |      |
| I alt     | 4.331                   |      |

## Sogne
Ullerslev Kommune bestod af følgende sogne, alle fra Vindinge Herred:
- Ellinge Sogn
- Flødstrup Sogn
- Skellerup Sogn
- Ullerslev Sogn

## Borgmestre[3]
| Periode   | Navn               | Parti             |
| --------- | ------------------ | ----------------- |
| 1970-1990 | Niels Peder Madsen | Venstre           |
| 1990-1998 | Tage Jensen        | Socialdemokratiet |
| 1998-2006 | Erik Christensen   | Socialdemokratiet |